# Adam Yates
Adam Richard Yates (* 7. srpna 1992) je britský profesionální cyklista jezdící za UCI WorldTeam UAE Team Emirates XRG.

## Hlavní výsledky

### Silniční cyklistika
2013
Tour de l'Avenir
2. místo celkově
2. místo Grand Prix de Soultz–sous–Forêts
Tour de Franche-Comté
3. místo celkově
vítěz 3. etapy
8. místo Paříž–Troyes
2014
Kolem Turecka
 celkový vítěz
vítěz 6. etapy
vítěz GP Industria & Artigianato di Larciano
Tour de San Luis
 vítěz soutěže mladých jezdců
Tour of California
5. místo celkově
5. místo Giro della Toscana
Critérium du Dauphiné
6. místo celkově
2015
vítěz Clásica de San Sebastián
Tour of Alberta
2. místo celkově
 vítěz soutěže mladých jezdců
2. místo Grand Prix Cycliste de Montréal
Tirreno–Adriatico
9. místo celkově
2016
Tour de France
4. místo celkově
 vítěz soutěže mladých jezdců
Tour de Yorkshire
4. místo celkově
6. místo La Drôme Classic
Critérium du Dauphiné
7. místo celkově
7. místo Classic Sud-Ardèche
2017
vítěz GP Industria & Artigianato di Larciano
2. místo Milán–Turín
Volta a Catalunya
4. místo celkově
Tour de Pologne
5. místo celkově
8. místo Lutych–Bastogne–Lutych
Giro d'Italia
9. místo celkově
lídr  po etapách 18 – 20
9. místo Prueba Villafranca de Ordizia
2018
Critérium du Dauphiné
2. místo celkově
vítěz 7. etapy
Tour of California
4. místo celkově
Volta a la Comunitat Valenciana
4. místo celkově
Tirreno–Adriatico
5. místo celkově
vítěz 5. etapy
2019
CRO Race
 celkový vítěz
 vítěz vrchařské soutěže
vítěz 5. etapy
Volta a Catalunya
2. místo celkově
vítěz 3. etapy
Tirreno–Adriatico
2. místo celkově
vítěz 1. etapy (TTT)
3. místo Milán–Turín
4. místo Lutych–Bastogne–Lutych
Kolem Baskicka
5. místo celkově
 vítěz vrchařské soutěže
vítěz 6. etapy
Vuelta a Andalucía
5. místo celkově
Volta a la Comunitat Valenciana
8. místo celkově
vítěz 4. etapy
2020
UAE Tour
 celkový vítěz
vítěz 3. etapy
Tour de France
9. místo celkově
lídr  po etapách 5 – 8
2021
Volta a Catalunya
 celkový vítěz
vítěz 3. etapy
UAE Tour
2. místo celkově
2. místo Milán–Turín
3. místo Il Lombardia
Vuelta a España
4. místo celkově
Kolem Baskicka
4. místo celkově
4. místo Giro dell'Emilia
Olympijské hry
9. místo silniční závod
2022
Deutschland Tour
 celkový vítěz
vítěz 3. etapy
UAE Tour
2. místo celkově
Paříž–Nice
4. místo celkově
4. místo Grand Prix Cycliste de Montréal
6. místo Tre Valli Varesine
7. místo Grand Prix Cycliste de Québec
Tour de France
10. místo celkově
10. místo Il Lombardia
2023
vítěz Tour de Romandie
vítěz 4. etapy
vítěz Grand Prix Cycliste de Montréal
Tour de France
3. místo celkově
vítěz 1. etapy
lídr  po etapách 1 – 4
3. místo UAE Tour
vítěz 7. etapy
3. místo Vuelta a Burgos
 Nejlepší vrchař
6. místo Il Lombardia
9. místo Giro dell'Emilia
2024
Kolem Ománu
 celkový vítěz
vítěz 5. etapy
4. místo Giro d'Abruzzo
Tour de Suisse
 celkový vítěz
 vítěz bodovací soutěže
 nejlepší vrchař
vítěz etap 5 a 7
Tour de France
6. místo celkově
Vuelta a España
vítěz 9. etapy
lídr  po 9. etapě
 cena bojovnosti 9. etapě

#### Výsledky na etapových závodech
| Výsledky na Grand Tours        |                   |                   |                   |                   |                   |      |      |      |      |      |      |      |
| Grand Tour                     | 2014              | 2015              | 2016              | 2017              | 2018              | 2019 | 2020 | 2021 | 2022 | 2023 | 2024 | 2025 |
| Giro d'Italia                  | —                 | —                 | —                 | 9                 | —                 | —    | —    | —    | —    | —    | —    |      |
| Tour de France                 | —                 | 50                | 4                 | —                 | 29                | 29   | 9    | —    | 10   | 3    | 6    |      |
| Vuelta a España                | 82                | —                 | —                 | 34                | 45                | —    | —    | 4    | —    | —    | 12   | —    |
| Výsledky na etapových závodech |                   |                   |                   |                   |                   |      |      |      |      |      |      |      |
| Závod                          | 2014              | 2015              | 2016              | 2017              | 2018              | 2019 | 2020 | 2021 | 2022 | 2023 | 2024 | 2025 |
| UAE Tour                       | Závod neexistoval | Závod neexistoval | Závod neexistoval | Závod neexistoval | Závod neexistoval | —    | 1    | 2    | 2    | 3    | DNF  | —    |
| Paříž–Nice                     | —                 | —                 | —                 | —                 | —                 | —    | —    | —    | 4    | —    | —    | —    |
| Tirreno–Adriatico              | —                 | 9                 | 19                | DNF               | 5                 | 2    | —    | —    | —    | 11   | —    | 16   |
| Volta a Catalunya              | 23                | —                 | —                 | 4                 | DNF               | 2    | NS   | 1    | —    | 28   | —    |      |
| Kolem Baskicka                 | 76                | DNF               | 32                | —                 | —                 | 5    | NS   | 4    | DNF  | —    | —    | —    |
| Tour de Romandie               | —                 | —                 | —                 | —                 | —                 | —    | NS   | —    | —    | 1    | 13   | —    |
| Critérium du Dauphiné          | 6                 | 20                | 7                 | —                 | 2                 | DNF  | 17   | —    | —    | 2    | —    |      |
| Tour de Suisse                 | —                 | —                 | —                 | —                 | —                 | —    | NS   | —    | DNF  | —    | 1    |      |

#### Výsledky na klasikách
| Monument                        | 2014                             | 2015                             | 2016                             | 2017                             | 2018                             | 2019                             | 2020                             | 2021                             | 2022                             | 2023                             | 2024                             | 2025                             |
| ------------------------------- | -------------------------------- | -------------------------------- | -------------------------------- | -------------------------------- | -------------------------------- | -------------------------------- | -------------------------------- | -------------------------------- | -------------------------------- | -------------------------------- | -------------------------------- | -------------------------------- |
| Milán – San Remo                | Nezúčastnil se během své kariéry | Nezúčastnil se během své kariéry | Nezúčastnil se během své kariéry | Nezúčastnil se během své kariéry | Nezúčastnil se během své kariéry | Nezúčastnil se během své kariéry | Nezúčastnil se během své kariéry | Nezúčastnil se během své kariéry | Nezúčastnil se během své kariéry | Nezúčastnil se během své kariéry | Nezúčastnil se během své kariéry | Nezúčastnil se během své kariéry |
| Kolem Flander                   | Nezúčastnil se během své kariéry | Nezúčastnil se během své kariéry | Nezúčastnil se během své kariéry | Nezúčastnil se během své kariéry | Nezúčastnil se během své kariéry | Nezúčastnil se během své kariéry | Nezúčastnil se během své kariéry | Nezúčastnil se během své kariéry | Nezúčastnil se během své kariéry | Nezúčastnil se během své kariéry | Nezúčastnil se během své kariéry | Nezúčastnil se během své kariéry |
| Paříž–Roubaix                   | Nezúčastnil se během své kariéry | Nezúčastnil se během své kariéry | Nezúčastnil se během své kariéry | Nezúčastnil se během své kariéry | Nezúčastnil se během své kariéry | Nezúčastnil se během své kariéry | Nezúčastnil se během své kariéry | Nezúčastnil se během své kariéry | Nezúčastnil se během své kariéry | Nezúčastnil se během své kariéry | Nezúčastnil se během své kariéry | Nezúčastnil se během své kariéry |
| Lutych–Bastogne–Lutych          | —                                | —                                | 56                               | 8                                | —                                | 4                                | DNF                              | 18                               | —                                | —                                | —                                |                                  |
| Giro di Lombardia               | DNF                              | 56                               | —                                | 74                               | 29                               | 15                               | —                                | 3                                | 10                               | 6                                | 81                               |                                  |
| Klasika                         | 2014                             | 2015                             | 2016                             | 2017                             | 2018                             | 2019                             | 2020                             | 2021                             | 2022                             | 2023                             | 2024                             | 2025                             |
| Amstel Gold Race                | —                                | —                                | DNF                              | —                                | —                                | —                                | NS                               | —                                | —                                | —                                | —                                | —                                |
| Valonský šíp                    | 97                               | —                                | DNF                              | —                                | —                                | DNF                              | —                                | 20                               | —                                | —                                | —                                | —                                |
| Clásica de San Sebastián        | 43                               | 1                                | 16                               | —                                | —                                | DNF                              | NS                               | 27                               | —                                | —                                | —                                | —                                |
| Grand Prix Cycliste de Québec   | —                                | 32                               | 72                               | —                                | —                                | 21                               | Nejelo se                        | Nejelo se                        | 7                                | 17                               | —                                | —                                |
| Grand Prix Cycliste de Montréal | —                                | 2                                | DNF                              | —                                | —                                | 14                               | Nejelo se                        | Nejelo se                        | 4                                | 1                                | —                                | —                                |
| Milán–Turín                     | —                                | —                                | —                                | 2                                | —                                | 3                                | —                                | 2                                | —                                | —                                | —                                | 4                                |
| Giro dell'Emilia                | —                                | —                                | DNF                              | 29                               | —                                | —                                | —                                | 4                                | DNF                              | 9                                | 12                               | —                                |
| Tre Valli Varesine              | —                                | —                                | —                                | —                                | —                                | —                                | NS                               | —                                | 6                                | 63                               | —                                | —                                |

### Dráhová cyklistika
2010
Národní šampionát
 vítěz Madisonu juniorů (se Simonem Yatesem)
2011
Národní šampionát
 3. místo Omnium
 3. místo Scratch
2012
Národní šampionát
 3. místo Scratch
| —   | Nezúčastnil se |
| DNF | Nedokončil     |
| JS  | Jede se        |
| NS  | Nekonalo se    |